# Matthäuskirche (Spechtsbrunn)

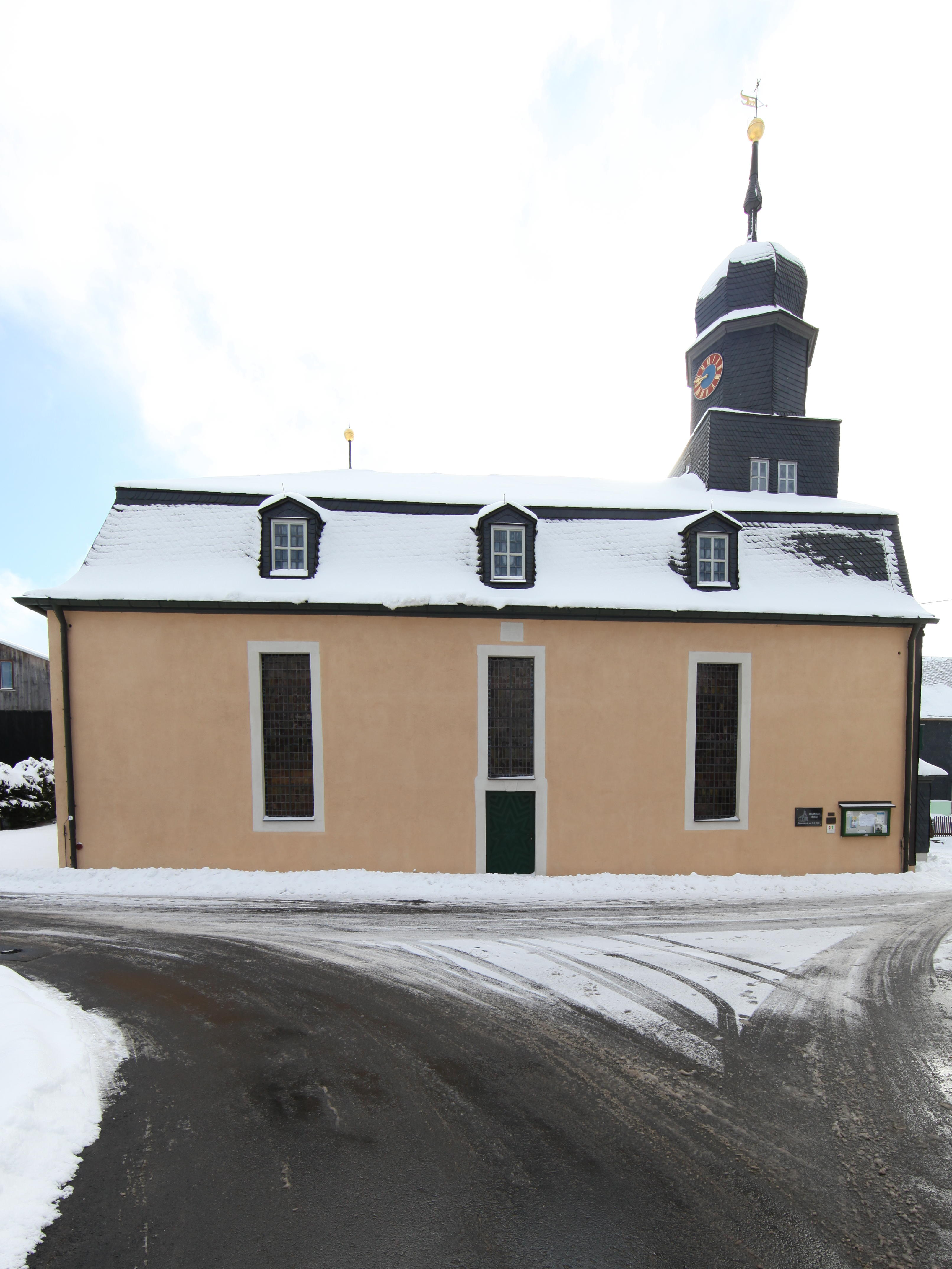
Matthäuskirche

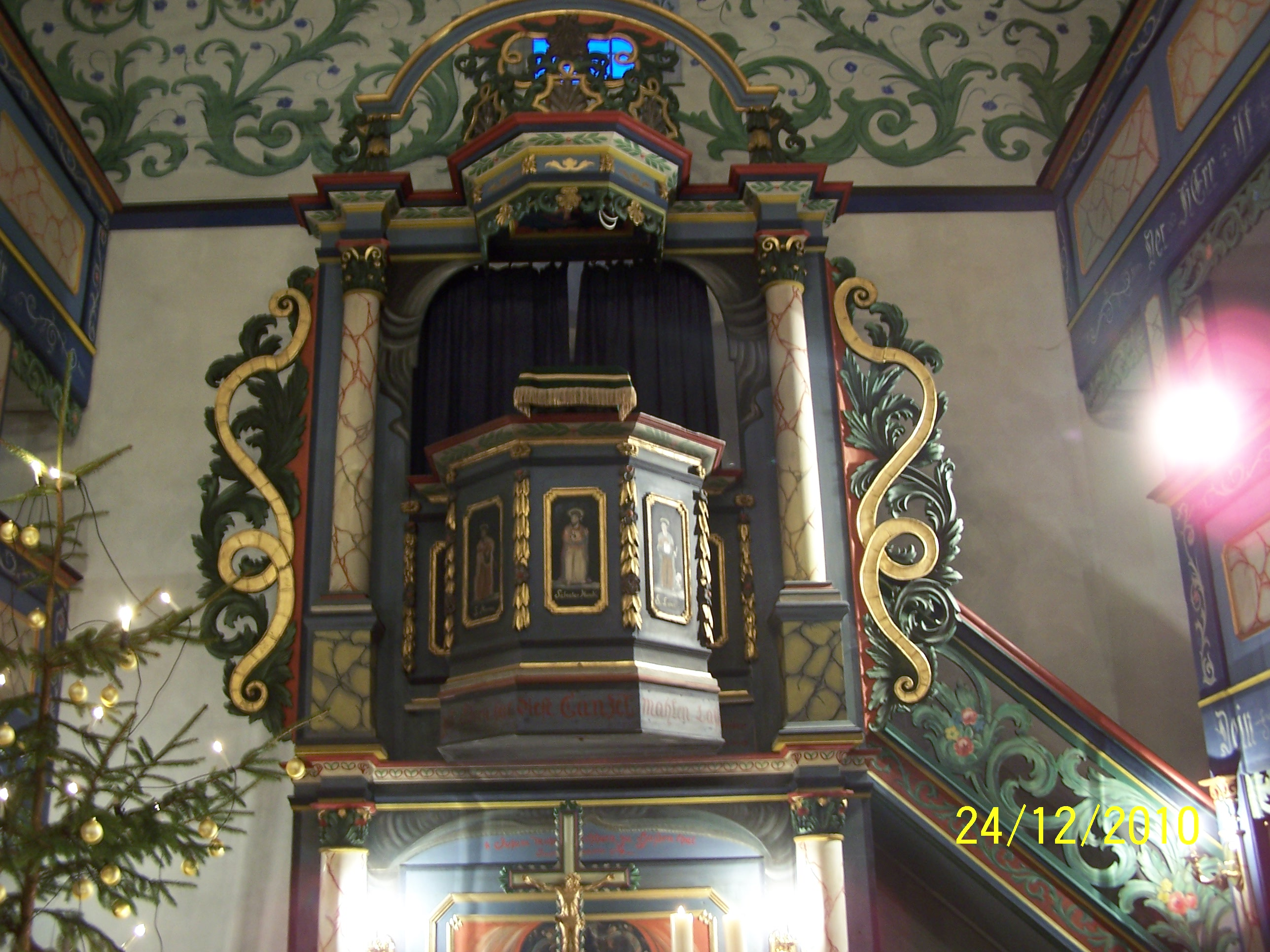
Kanzelkorb

Die Matthäuskirche ist eine evangelisch-lutherische  Kirche im thüringischen Ort Spechtsbrunn.
Die denkmalgeschützte Kirche geht in ihrem Kern auf eine Kapelle zurück, die im späten Mittelalter von der Pfarrei Marktgölitz betreut wurde. Die Kapelle ist durch eine Abbildung im Atlas des Geographen Paul Pfinzing von 1595 belegt. 1722 wurde die Pfarrei selbstständig und 1746/47 eine neue Kirche nach Plänen des Baumeisters Krauße aus Kahla mit einem Grundriss von 18,5 Meter Länge und 9,5 Meter Breite errichtet. Die Baukosten betrugen 1423 Taler, 21 Groschen und 2 ½ Pfennig.
Den Kanzelaltar bemalte 1779 Johann Michael Eichhorn aus Hasenthal. 1790 erfolgte eine farbige Neufassung des Innenraumes durch Georg Paul Amberg aus Gera. Reparaturen wurden 1845 und 1851 durchgeführt. In dieser Zeit wurde die alte Bemalung überstrichen. Im Rahmen einer umfassenden Kirchenrenovierung gestaltete 1911 Curt Steinberg das Gotteshaus innen farbenreich neu, wobei die ursprüngliche barocke Fassung konserviert, rekonstruiert und ergänzt wurde. Eine umfangreiche Sanierung vom Beginn der 1990er Jahre wurde am 21. September 2008 abgeschlossen, als die Gemeinde die Kirche auf den Namen des Evangelisten Matthäus weihte.
Zusätzlich wurde 1911 eine neue Orgel der Firma Sauer eingebaut. Die erste Orgel von 1750 stammte von dem Neustädter Orgelmacher Wolff Heinrich Daun.
Die nach Nordosten ausgerichtete Saalkirche trägt ein Mansarddach, das am Südwestgiebel durch einen Giebelturm mit oktogonaler Laterne und welscher Haube abgeschlossen wird. In der Glockenstube hängen drei Bronzeglocken, die in den Jahren 1952, 1846 und 1888 gegossen wurden. Darunter steht der Eingangsbau mit einem geschweiften Dach. Der Innenraum wird von einer Spiegeldecke mit einer Deckenmalerei mit einer Darstellung des Gekreuzigten überspannt. Eine zweigeschossige Empore steht an drei Wandseiten. Pilaster mit korinthischen Kapitellen zieren die Holzstützen. Das Fußgebälk der Emporen ist umlaufend mit dem 23. Psalm beschriftet. Die Brüstungsfelder des Kanzelkorbes sind mit Darstellungen Christi und der vier Evangelisten ausgestattet.